# Sofi Flink
Ida Sofi Emilia Flink (* 8. Juli 1995 in Hallstahammar) ist eine schwedische Speerwerferin.

## Sportliche Laufbahn
Erste internationale Erfahrungen sammelte Sofi Flink 2011 bei den Jugendweltmeisterschaften nahe Lille, bei denen sie mit einer Weite von 52,25 m die Silbermedaille gewann. Im Jahr darauf siegte sie bei den Juniorenweltmeisterschaften mit neuem Landesrekord von 61,40 m und gewann auch bei den Leichtathletik-Junioreneuropameisterschaften 2013 in Rieti mit 57,91 m die Goldmedaille. Damit qualifizierte sie sich auch für die Weltmeisterschaften in Moskau, bei denen sie mit 59,52 m im Finale den zehnten Platz belegte. 2014 war sie die große Favoritin bei den Juniorenweltmeisterschaften in Eugene, bei denen sie sich mit 56,70 m aber der Russin Jekaterina Starygina geschlagen geben musste. Im August gelangte sie bei den Europameisterschaften in Zürich bis in das Finale und wurde dort mit einer Weite von 56,68 m Zwölfte. Zwei Jahre darauf schied sie bei den Europameisterschaften in Amsterdam mit 54,38 m in der Qualifikation aus und 2017 gelang ihr bei den U23-Europameisterschaften in Bydgoszcz in der Qualifikation kein gültiger Versuch. Im Jahr darauf gelangte sie bei den Europameisterschaften in Berlin erneut bis in das Finale und klassierte sich dort mit 56,91 m auf dem zehnten Platz.
2012 und 2013 sowie 2017 und 2018 wurde Fink schwedische Meisterin im Speerwurf.